# 世子止
许世子止（?—?），许国国君许悼公的世子。前523年夏，许悼公得了疟疾。五月初四戊辰（4月8日），许悼公饮世子止的药后，因为药性不合而去世。世子逃到晋国。冬，葬悼公。世子的弟弟许男斯继位。《谷梁传》载世子将君位让给了弟弟公子虺。许男斯如何从公子虺处得到君位，或与公子虺是否为同一人，尚待考。
一般认为世子没有毒杀父亲的意思，却因为葯性不合而害了父亲丧命，但是书曰“弑其君”，君子曰：“尽心力以事君，舍药物可也。”